# Puig Roig
Puig Roig är en bergstopp i Spanien.   Den ligger i regionen Balearerna, i den östra delen av landet, 600 km öster om huvudstaden Madrid. Toppen på Puig Roig är 1 003 meter över havet, eller 558 meter över den omgivande terrängen. Bredden vid basen är 3,8 km. Puig Roig ligger på ön Mallorca.
Terrängen runt Puig Roig är lite bergig. Havet är nära Puig Roig åt nordväst.Runt Puig Roig är det ganska glesbefolkat, med 47 invånare per kvadratkilometer. Närmaste större samhälle är Inca, 16,1 km söder om Puig Roig. 